# Sisyrinchium cylindrocarpium
Sisyrinchium cylindrocarpium är en irisväxtart som beskrevs av Wilhelm Franz Herter. Sisyrinchium cylindrocarpium ingår i släktet gräsliljor, och familjen irisväxter.
Artens utbredningsområde är Uruguay. Inga underarter finns listade i Catalogue of Life.